# Krestovskij ostrov
Krestovskij ostrov (in russo:Крестовский остров) è una stazione della Linea Frunzensko-Primorskaya, la Linea 5 della Metropolitana di San Pietroburgo. È stata inaugurata il 3 settembre 1999 e si trova sull'isola omonima da cui prende il nome la fermata.